# ヘルツリーヤ
ヘルツリーヤ（ヘブライ語: הֶרְצְלִיָּה、英: Herzliya）は、イスラエルの中央沿岸地方、テルアビブ地区に位置する都市。26平方キロメートルの土地に、8万7000人が暮らす。近代シオニズムを確立したテオドール・ヘルツルにちなみ名づけられた。ヘルズリヤとも表記される。

## 歴史

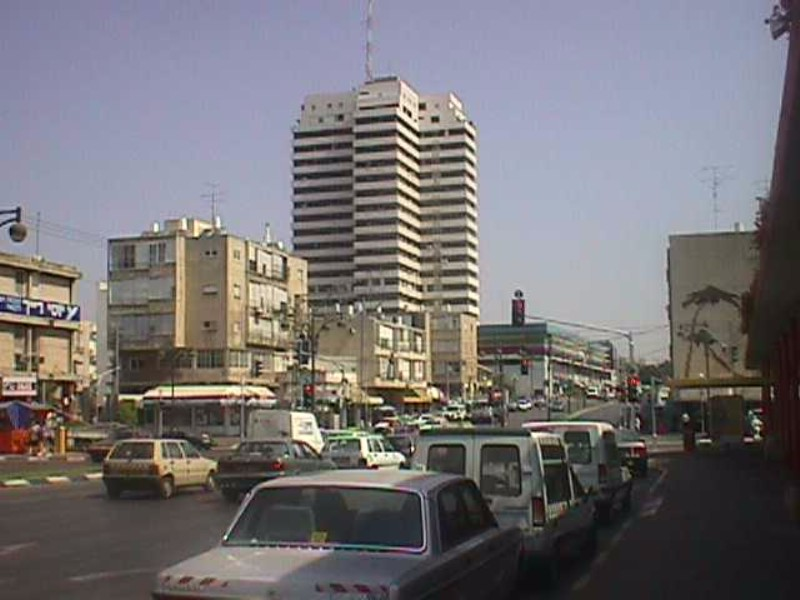
ベン・グリオン街

1924年に準協同農業共同体として設立された。1948年のイスラエル建国後、多くの入植者がやってきて、1960年には人口が2万5000人を超え、「市」に昇格した。

## 人口動態
イスラエル中央統計局の調べによると、ヘルツリーヤには富裕層が多く住む。2003年から2005年の市民の平均月給は8211新シェケルで、国内の大都市の平均より1500新シェケルほど高い。しかし、市内の7地区の間で格差が激しい。シェロン地域の他の都市より高齢化が進んでいて、14歳以下の割合が全国平均の27.5%に対し18%しかない。

## 教育・文化

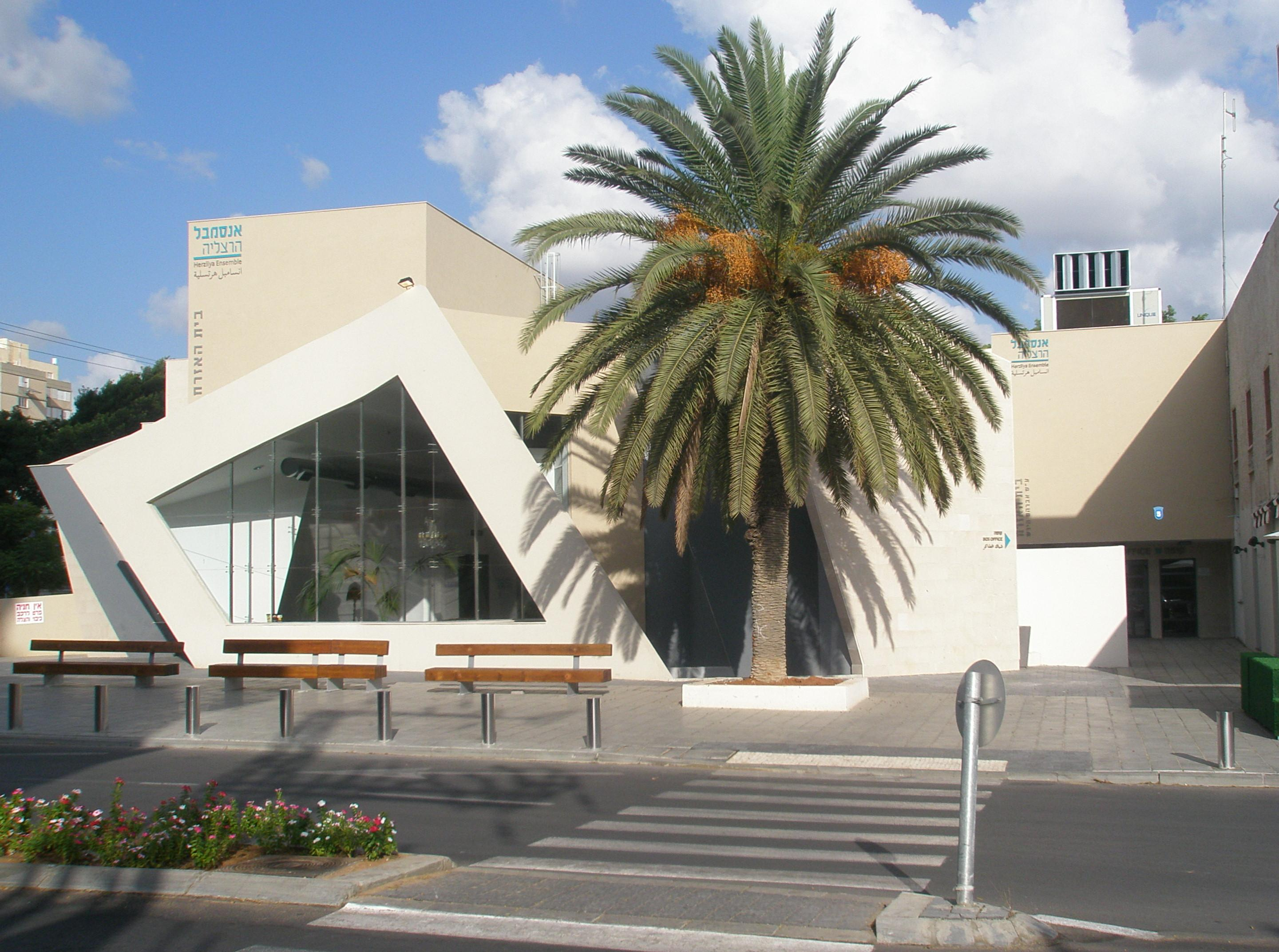
ヘルツリーヤ・アンサンブル・コンサート・ホール

2008年の「生活の質調査」で、ヘルツリーヤは国内の15の大都市のなかで2番目についた。教育分野への支出は他のどの都市よりも多く、ほとんどの生徒がバグルートを取得する。「ヘルツリーヤ学術センター」という私立大学があり、行政学、経営学、法学、コンピューター工学などの学士課程が設けられている。

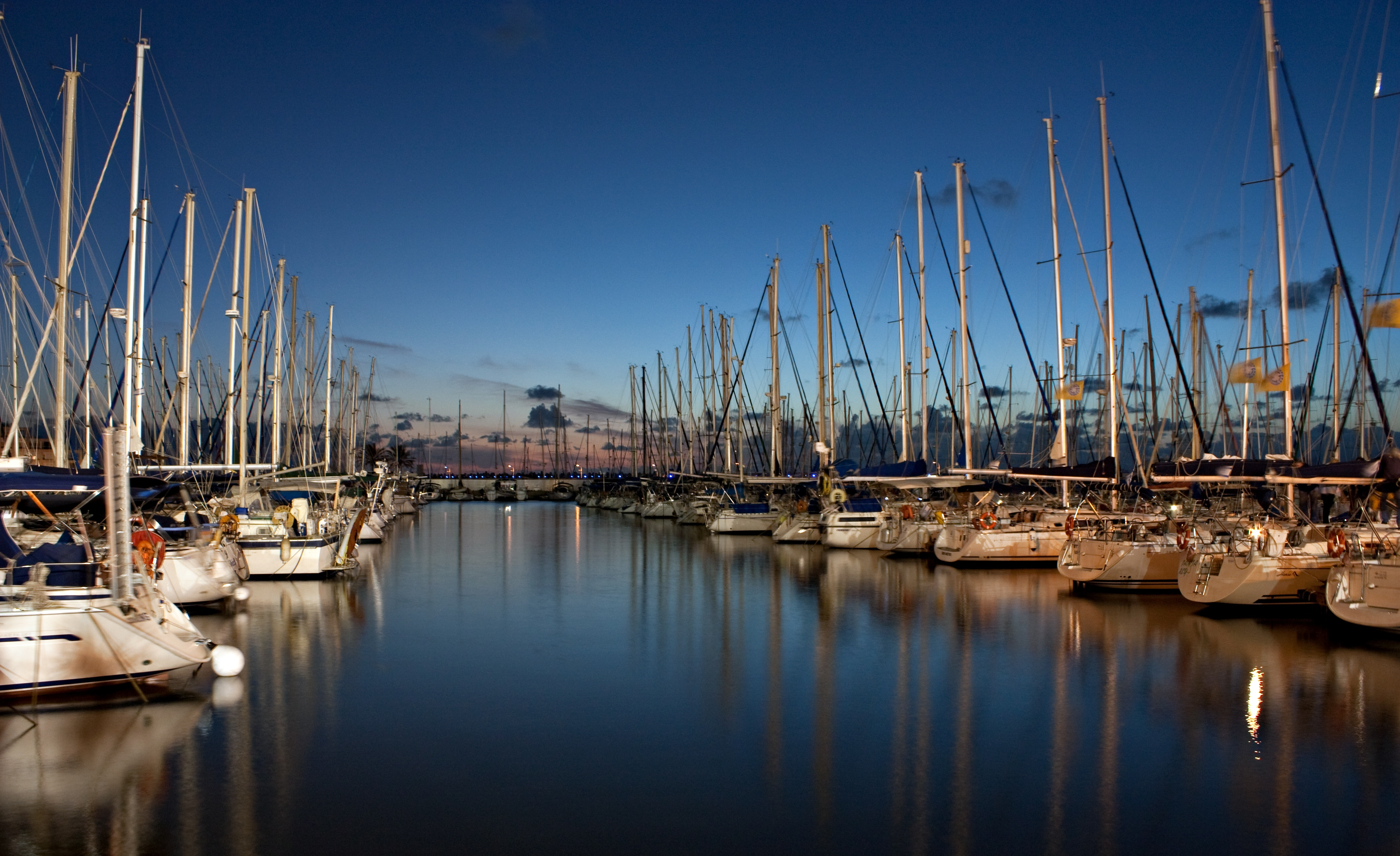
マリーナ

国内最大手のテレビ局、映画スタジオの「ヘルツリーヤ・スタジオ」はヘルツリーヤに本社を置く。市内のマリーナ（小型船舶港湾）は1970年代に整備された。小さな空港が一箇所、ショッピングモールが三箇所、ほかにも映画館、博物館、文化センター、競技場がある。2008年にはシネマテークがダウンタウンにオープンした。

## 行政
2008年に国内の15都市を対象に行われた調査で、ヘルツリーヤは財政運営の分野で二位の高評価を受けた。

### 歴代市長

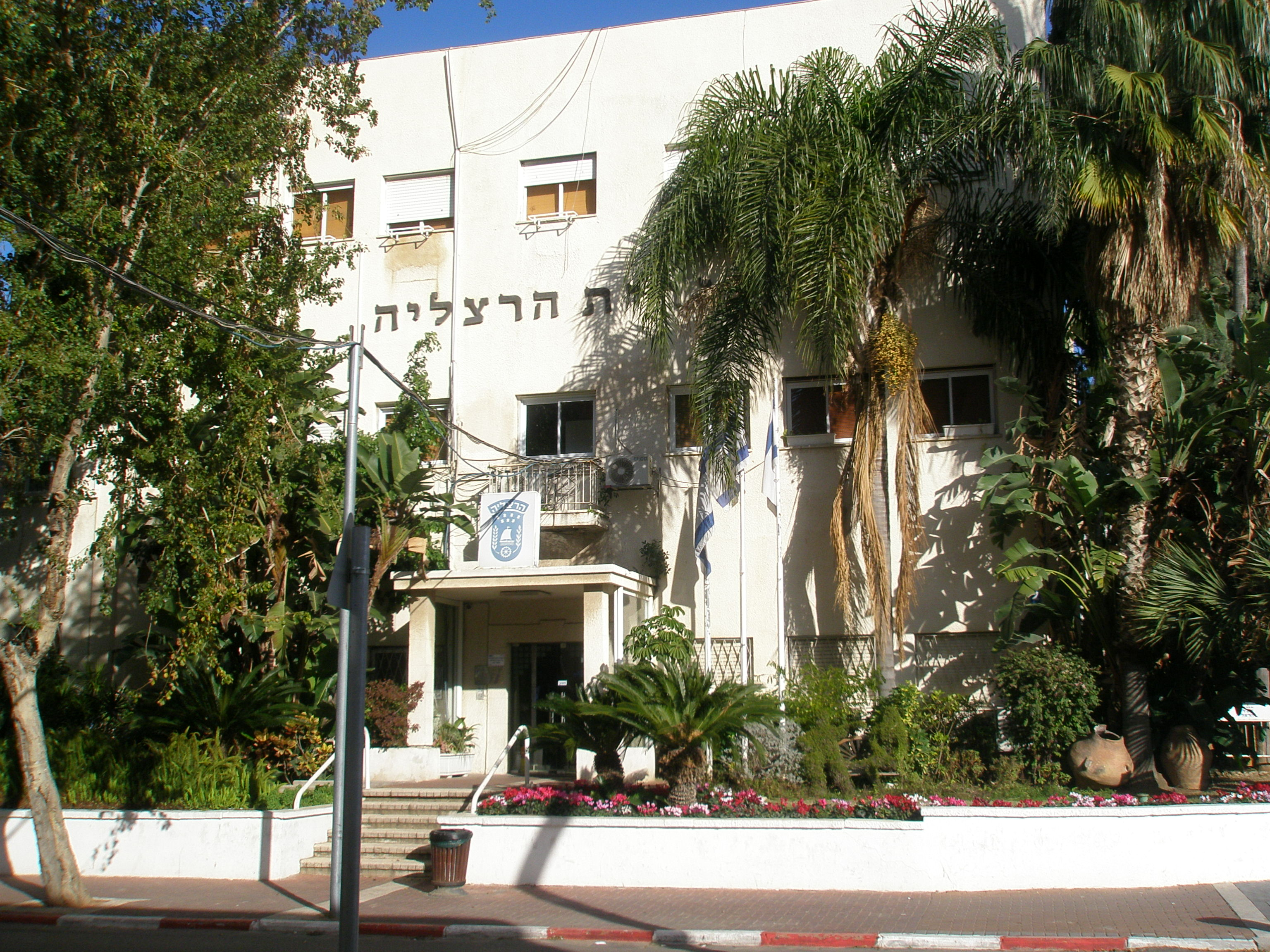
市庁舎

- アブラハム・ラファエル・ハーシュ - 1937年から1938年
- シモン・レヴィン - 1938年から1943年
- ベン・ジオン・ミカエリ - 1943年から1960年
- ペサー・イフェール - 1960年から1966年
- ナータン・ローゼンタール - 1966年から1967年（暫定議会議長）
- ヨーゼフ・ネヴォ - 1969年から1983年
- エリ・ランドー - 1983年から1998年（リクード）
- イェール・ゲルマン - 1998年から（メレツ）

## スポーツ
リーガ・レウミートで共にプレイするマッカビ・ヘルツリーヤとハポエル・ヘルツリーヤの2つのサッカークラブがあり、7100人収容のヘルツリーヤ市営競技場をホームグラウンドとして共用している。また、バスケットボールクラブのブネイ・ハシャロンはヘルツリーヤとラーナナのクラブが合併して誕生したため、両都市をホームとしている。また、ラグビーユニオンも盛んである。

## 観光スポット

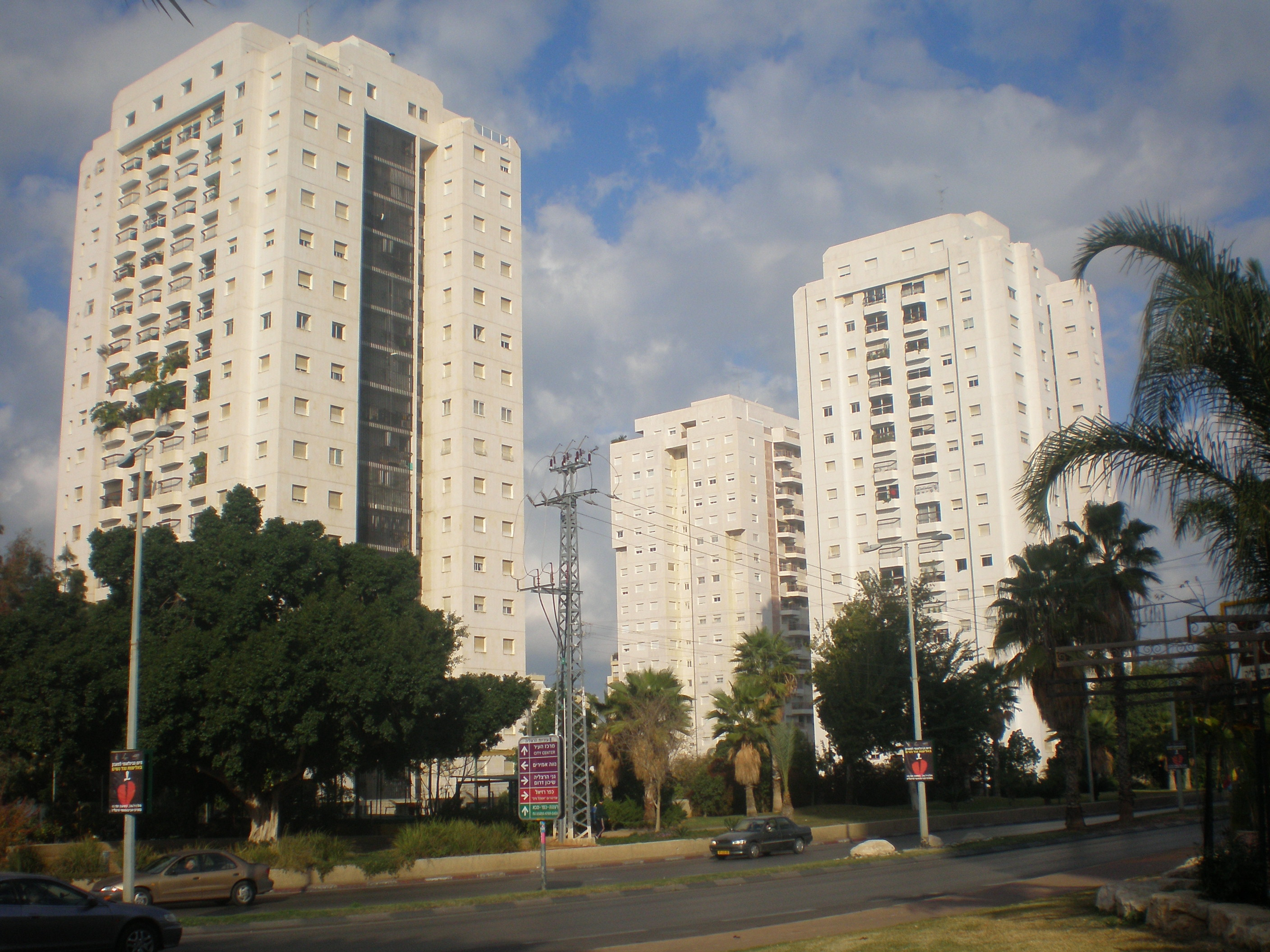
ネヴェ・アミリム地区の高層住宅

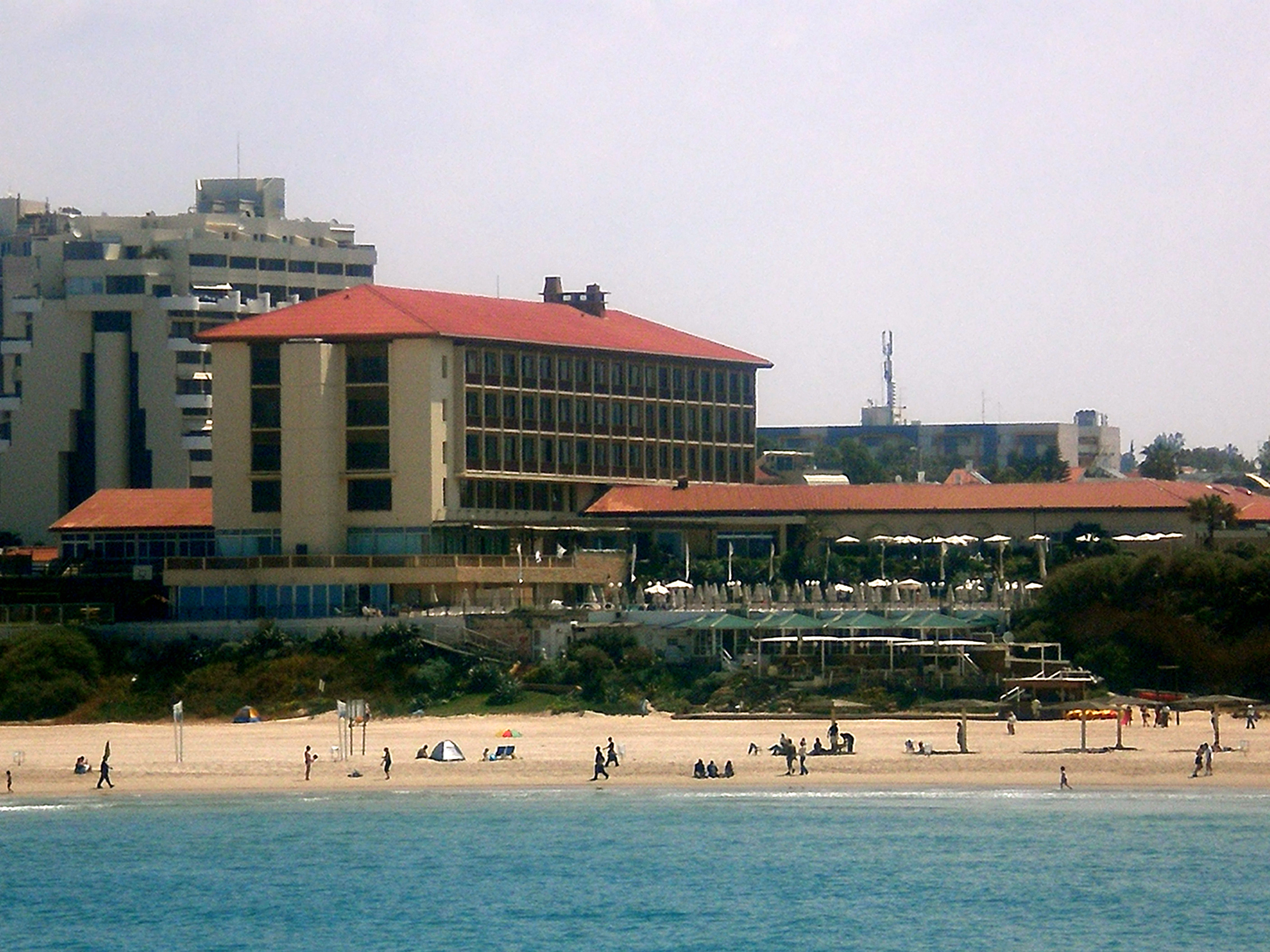
市内の浜辺

開拓者の家のひとつは現在、歴史博物館として公開されている。美術館はヤド・ラバニム記念複合施設内にある。北部にはシードナ・アリ・モスクや古代都市テル・アルサフ（アポロニア国立公園）がある。この古代都市には2500年前から人が住んでいた。壕をめぐらせた砦もある。

## ヘルツリーヤ会議
ヘルツリーヤでは2000年から年次、国内外のイスラエル有力者たちが会議を開いている。具体的には閣僚、国会（クネセト）議員、軍将校、財界人、学者、メディアの代表、世界ユダヤ機構の代表、外国の要人、外交官などが出席する。

## ヘルツリーヤ・ピター

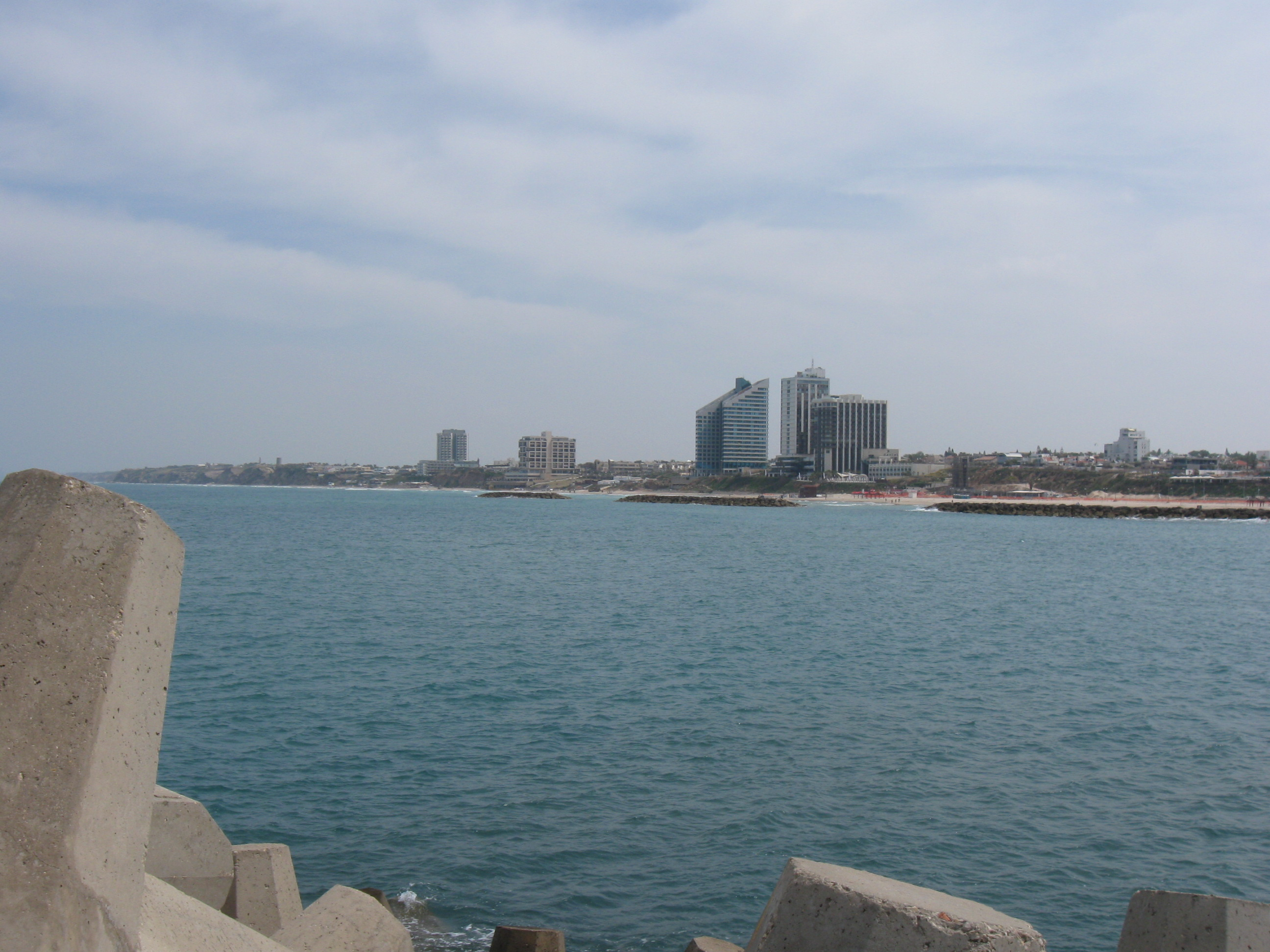
地区の遠景

西部にあるヘルツリーヤ・ピター地区は、国内屈指の地価とすばらしい浜辺で知られ、ハイテク企業に人気が高い。マリーナや多くのレストラン、エンタメスポットがあり、国内の「夜の娯楽」の中核を成している。また、大使などの外交官の邸宅も集中している。

## 姉妹都市
- アリカンテ（スペイン）
- バンスカー・ビストリツァ（スロバキア、1995年から[7]）
- ビバリーヒルズ（アメリカ合衆国、カリフォルニア州[8]）
- ブルサ（トルコ）
- コロンバス（アメリカ合衆国、オハイオ州）
- ドニプロ（ウクライナ）
- サンバーナーディーノ（アメリカ合衆国、カリフォルニア州）
- フンシャル（ポルトガル）
- ゴールドコースト（オーストラリア）
- ハリウッド（アメリカ合衆国、フロリダ州）
- マール（ドイツ）
- サン・イシドロ（アルゼンチン）
- トゥーロン（フランス）
- 揚州市（中華人民共和国）